# Gravity (pel·lícula)
Gravity és una pel·lícula de ciència-ficció de 2013 escrita, dirigida i produïda per Alfonso Cuarón, i protagonitzada per Sandra Bullock i George Clooney en els papers de dos astronautes supervivents enmig de l'espai. Ha estat doblada i subtitulada al català.
Originalment, Gravity s'havia d'estrenar el 21 de novembre de 2012, tanmateix, es va canviar la data perquè el llançament es produís el 2013. Així, la pel·lícula va obrir el Festival Internacional de Cinema de Venècia l'agost de 2013 i es va estrenar a les cartelleres cinematogràfiques en 3D i IMAX 3D el 4 d'octubre de 2013.
El 2014, la cinta va estar nominada per 10 Premis Oscar. En va acabar guanyant 7. Alfonso Cuarón va obtenir el reconeixement com a millor director, però també es va endur els principals premis tècnics: efectes visuals, muntatge, fotografia, banda sonora original, muntatge de so i mescla de so. En canvi, no es va endur l'estatueta a millor pel·lícula, ni per la millor actriu (Sandra Bullock).
El llargmetratge també va tenir molt d'èxit als Premis Critics Choice on va guanyar set premis i als Globus d'Or on va rebre el Globus al millor director.

## Argument
La pel·lícula comença durant una missió fictícia del transbordador espacial Explorer STS-157. La doctora Ryan Stone (Sandra Bullock) és una enginyera biomèdica en la seva primera missió a l'espai a bord de l'Explorer. Es troba acompanyada pel veterà astronauta Matt Kowalski (George Clooney), que comanda la seva última expedició a l'espai. En el transcurs d'una activitat extravehicular per posar en servei el Telescopi espacial Hubble, el Centre de Control de Missions Christopher C. Kraft Jr. situatq Houston alerta l'expedició que un míssil rus ha destruït un satèl·lit en desús, causant una reacció en cadena que ha format un núvol de brossa espacial. El Control de Missió ordena avortar la missió. Poc després, les comunicacions amb Houston es perden, tot i que els astronautes segueixen transmetent, amb l'esperança que el personal de terra encara els pugui sentir.
Mentre comencen les operacions per tornar al transbordador, la brossa espacial impacta contra l' Explorer, provocant que Stone sigui projectada cap a l'espai. Kowalski aconsegueix interceptar-la aviat i portar-la de nou cap a la nau. Els dos descobriran que la brossa ha causat la mort dels seus tres companys i ha danyat la llençadora de forma irreparable. Mitjançant la Unitat Tripulada de Maniobres aconsegueixen arribar fins a l'Estació Espacial Internacional (ISS en anglès), que es troba orbitant a només 900 metres d'on es troben ells. Kowalski calcula que tenen uns 90 minuts de marge abans que la brossa espacial fagi la volta completa a l'òrbita de la Terra i pugui impactar amb ells un altre cop.
Mentre es dirigeixen a l'ISS, els dos parlen sobre la vida de Stone a la Terra, explicant ella que la seva filla petita va morir amb només quatre anys. L'Estació Espacial Internacional està bastant afectada per la brossa, però encara es troba operativa. La tripulació ha estat evacuada mitjançant un dels dos Soiuz que hi havia a bord. L'altre té el paracaigudes obert accidentalment, i resulta inútil per tornar a la Terra. Kowalski suggereix d'emprar-lo per intentar arribar a l'Estació Espacial xinesa Tiangong, situada a uns 160 km d'allà, i tornar a la Terra en un dels seus mòduls. Quan arriben a l'ISS, els dos intenten agafar-se a l'Estació, però la velocitat a la qual viatgen provoca que no puguin aferrar-se enlloc. Afortunadament, la cama de Stone s'entortolliga amb les cordes del paracaigudes del Soiuz; a més a més, l'enginyera aconsegueix agafar el cable amb el qual estava lligada amb Kowalski i que els ha separat en impactar amb l'ISS. Tot i les protestes de la noia, l'astronauta decideix desenganxar-se i sacrificar-se per intentar salvar Stone. Mentre l'experimentat comandant s'allunya, instrueix Stone i l'anima a través de la ràdio.
Gairebé sense oxigen, Stone aconsegueix entrar a l'ISS, però de seguida l'ha d'abandonar a bord del Soiuz per fugir d'un incendi. Mentre maniobra per sortir de l'Estació, Stone s'adona que el paracaigudes s'ha enredat amb la plataforma espacial, impedint així que la llençadora pugui sortir d'allà. D'aquesta manera, es veu obligada a sortir del Soiuz per desenganxar els cables de l'aparell. Just en aquell moment, la brossa espacial passa per aquell sector, després d'haver fet una volta completa a l'òrbita terrestre, i destrueix l'Estació Espacial Internacional. Stone aconsegueix alinear el Soiuz amb l'Estació Tiangong, però descobreix que la nau no té combustible. Després de comunicar-se breument per ràdio amb un pescador Kalaallit, Stone es resigna a morir i decideix apagar el dispensador d'oxigen de la cabina per evitar allargar el seu patiment. Quan comença a perdre la consciència, però, Kowalski reapareix a l'exterior de la nau i entra a la càpsula. Amonestant-la per haver renunciat, explica a Stone que poden fer servir el sistema d'aterratge del Soiuz per arribar fins a la Tiangong. L'enginyera s'adona que el retorn de Kowalski és només una imaginació provocada per la falta d'oxigen, però aquest miratge li retorna les ganes de viure. Restaura el flux d'oxigen i utilitza el sistema d'aterratge de la nau per anar fins a la Tiangong.
Quan el Soiuz s'acosta a l'estació xinesa, Stone surt de la nau i, mitjançant una bombona d'extinció d'incendis, s'impulsa cap a l'estació Tiangong. Mentre ella s'hi troba, arriba de nou la brossa espacial i l'impacte empeny l'estació cap a l'interior de l'atmosfera. Stone entra a una càpsula Shenzhou just quan la Tiangong comença a descompondre's a l'atmosfera. Quan la Shenzhou comença a entrar a l'atmosfera terrestre, Stone sent el Control de Missió a través de la ràdio de la nau. Finalment, aconsegueix sobreviure a la reentrada. La nau cau en un llac, però un curtcircuit provoca un incendi dins de la cabina, motiu pel qual Stone es veu obligada a abandonar immediatament la Shenzhou. Quan obre la càpsula, l'aigua del llac comença a inundar la cabina, enfonsant la nau i obligant a l'enginyera a sortir nedant cap a la superfície. Stone neda fins a terra ferma, on comença a patir els primers efectes del vol espacial al seu cos.

## Repartiment
A mitjans del 2010 es van començar a buscar els actors protagonistes de la pel·lícula. Així, Marion Cotillard va fer una prova per ser-ne la protagonista femenina. El mes d'agost del mateix any també Scarlett Johansson i Blake Lively eren considerades pel paper principal. Tanmateix, després de l'èxit i bones crítiques que havia tingut Natalie Portman amb Black Swan, Cuarón estava decidit a oferir-li el lloc a ella sense necessitat de fer cap mena de prova prèvia. L'actriu, però, no va poder acceptar el projecte per problemes d'agenda. Va ser llavors quan Warner Bros. va temptejar Sandra Bullock. Respecte a l'actor masculí, en un principi s'havia considerat Robert Downey Jr.. Però, el novembre de 2010, Downey va abandonar la pel·lícula per tal de poder participar en la cinta How to Talk to Girls. No va ser fins al següent mes de desembre, amb Sandra Bullock ja lligada al projecte, que George Clooney va substituir a Downey.
Personatges
- Sandra Bullock com a Dr. Ryan Stone: Enginyera biomèdica i Espacialista de la Missió en la seva primera missió a l'espai.
- George Clooney com a Tinent Matt Kowalski: Comandant de l'equip, Kowalski és un veterà astronauta en la seva última missió a l'espai. Gaudeix explicant històries sobre ell mateix, així com fent bromes amb els membres de l'equip, tot i estar determinat a protegir les vides dels seus companys.
- Ed Harris (veu) com a Control de Missió a Houston, Texas.
- Orto Ignatiussen (veu) com a Aningaaq: Un pescador Kalaallit que intercepta una de les transmissions de Stone. Aningaaq també apareix en un curtmetratge escrit i dirigit per Jonás Cuarón, coguionista de Gravity, el qual narra la conversa entre ell i Stone des de la seva perspectiva.[11]
- Paul Sharma (veu) com a Shariff Dasari: L'enginyer de l'Explorer. Shariff té una dona i un fill, la foto dels quals porta entre la seva roba.
- Amy Warren (veu) com a capitana de l'Explorer.
- Basher Savage (veu) com a Capità de l'Estació Espacial Internacional.

## Banda sonora
En el primer tràiler oficial del 9 de maig de 2013, es va utilitzar Spiegel im Spiegel, escrita pel compositor estonià Arvo Pärt el 1978.

## Temes
Tot i estar ambientada en l'espai exterior, la pel·lícula es basa en motius de naufragis i d'històries de supervivència a la naturalesa salvatge; sobre el canvi psicològic i la resiliència just després d'una catàstrofe. Cuarón fa servir Stone per il·lustrar la claredat de la ment, la persistència, l'entrenament i la improvisació davant de l'aïllament i les conseqüències mortals de la implacable Llei de Murphy.
La pel·lícula també incorpora temàtiques espirituals, tant en la història de la mort de la filla de Ryan en un accident, com en la voluntat de sobreviure davant de condicions molt adverses, així com la impossibilitat d'un rescat. Les calamitats que s'hi produeixen no són vistes per ningú, amb l'excepció dels astronautes que les sobreviuen.
L'impacte de les escenes es veu reforçada per l'alternança entre perspectives objectives i subjectives, la cara calenta del planeta i les profunditats fosques de l'espai; el caos, però també la predictibilitat del camp de brossa mortal; el silenci de l'espai buit amb el so de les explosions. La pel·lícula utilitza escenes llargues i ininterrompudes per assenyalar a l'audiència la velocitat de l'acció, a més a més de donar força a la sensació de claustrofòbia dels vestits espacials i les naus utilitzades.

## Premis i nominacions
Gravity va tenir una forta rellevància a la temporada de premis cinematogràfics 2013-2014. De tots ells, els més destacats són els següents:

### Premis
- Oscar a la millor direcció per Alfonso Cuarón
- Oscar al millor muntatge per Alfonso Cuarón i Mark Sanger
- Oscar a la millor fotografia per Emmanuel Lubezki
- Oscar als millors efectes visuals per Timothy Webber, Chris Lawrence, David Shirk i Neil Corbould
- Oscar a la millor banda sonora per Steven Price
- Oscar a la millor edició de so per Glenn Freemantle
- Oscar al millor so per Skip Lievsay, Niv Adiri, Christopher Benstead i Chris Munro
- Globus d'Or al millor director per Alfonso Cuarón

### Nominacions
- Oscar a la millor pel·lícula
- Oscar a la millor actriu per Sandra Bullock
- Oscar a la millor direcció artística per Andy Nicholson, Rosie Goodwin i Joanne Woollard
- Globus d'Or a la millor pel·lícula dramàtica
- Globus d'Or a la millor actriu dramàtica per Sandra Bullock
- Globus d'Or a la millor banda sonora per Steven Price

## Innovacions tecnològiques en el film
Gravity va ser una pel·lícula altament elogiada i premiada pels efectes especials que Tim Webber, Chris Lawrence, David Shirk, Neil Corbould i Nikki Penny van portar a terme, fins al punt que el film es va emportar 7 Oscars, sis d'ells pertanyents a categories tècniques (entre les quals destaquen "Millors efectes especials", "Millor mescla de so", "Millor muntatge" i "Millor muntatge de so").

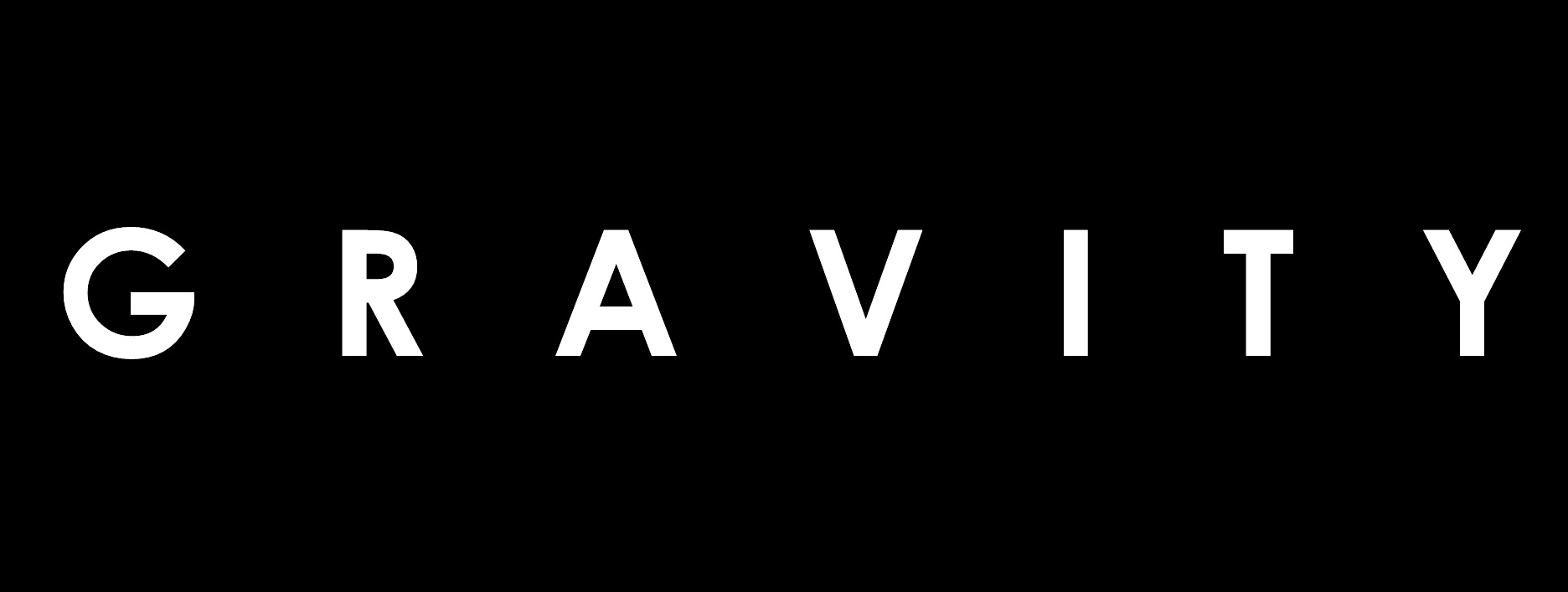
Logo oficial de la pel·lícula

L'empresa que va estar darrere dels efectes visuals de la pel·lícula va ser Framestore, una companyia londinenca creada a mitjans dels anys 80 i multipremiada a escala internacional, fundada entre d'altres per Mike McGee.
En un primer moment, la cinta s'havia de gravar amb actors reals dins de vestits especials de veritat. Aquests vestits havien d'estar subjectats d'uns cables en uns conjunts parcials, de forma que els cossos dels actors posteriorment només s'haguessin d'ampliar de manera digital. Tanmateix, finalment es va optar per recrear-ho quasi tot per digital, gravant únicament en sets reals els rostres dels actors.
Mentre que el rostre de Sandra Bullock possiblement era l'únic real que es gravava en un set, la resta (com el sol, les estrelles, la nau i les seves runes) van ser recreades digitalment. En conseqüència, l'equip va haver de passar un any sencer planificant-ho tot abans que es pogués començar a filmar.
Curiosament, tant Tim Webber com Alfonso Cuarón van fer un viatge a la NASA per experimentar la sensació d'ingravidesa. No obstant això, com que filmar en aquests vols i aquestes naus era poc pràctic i massa car, l'equip de producció va decidir utilitzar una combinació de càmeres de moviment controlat i torres de llum per simular els efectes de microgravetat a la pel·lícula.
El 21 de febrer de 2014 Framestore va fer públic a Youtube un vídeo anomenat Show and Tell en què mostraven tots els efectes que van portar a terme en la postproducció de la cinta Gravity. El vídeo va ser força exitós i va arribar a les 760.000 visites, aproximadament.
El mateix Cuarón va afirmar en una entrevista que "vam desenvolupar tecnologies relacionades amb la robòtica, els llums led, els sistemes de cablejat computat amb sistemes preprogramats. A més a més, això ens va portar a rodar primer algunes escenes reals i després a incorporar parts recreades digitalment".